# Sergey Karjakin
Sergey Karjakin (em russo:  Сергей Карякин, em ucraniano:  Сергій Карякін; Simferopol, 12 de janeiro de 1990) é um Grande Mestre de xadrez russo.
Ele foi um prodígio do xadrez e deteve o recorde de mais jovem Grande Mestre de xadrez da história, alcançando o título com 12 anos e 7 meses, sendo apenas ultrapassado em juventude por Abhimanyu Mishra em 2021.
Originalmente representava a Ucrânia. No dia 25 de julho de 2009, Karjakin adotou a cidadania russa e passou a jogar pela Rússia.
Em março de 2016, venceu o torneio dos candidatos e adquiriu o direito de enfrentar o atual campeão, Magnus Carlsen, na disputa do título, o qual perdeu nos jogos de desempate. No mesmo ano, em dezembro, sagrou-se campeão mundial de xadrez blitz.
O apoio político de Karkajin à Rússia, no contexto da Invasão da Ucrânia pela Rússia em 2022, foi motivo para sua expulsão de futuros eventos do Grand Chess Tour, de eventos no Chess.com, e de eventos organizados pela FIDE.

## Prodígio
Karjakin aprendeu a jogar xadrez com 5 anos de idade e se tornou Mestre Internacional de xadrez aos 11 anos. Em 2001, ele venceu o Campeonato Mundial de Xadrez Júnior. Ele primeiro atrai a atenção em Janeiro de 2002, quando foi escolhido como segundo oficial de seu colega ucraniano Ruslan Ponomariov durante a final do Campeonato Mundial de 2002 da FIDE, embora Karjavin tinha acabado de fazer doze anos na época. Conseguindo as normas de GM no torneio Aeroflot em Moscou, no torneio de Alushta em maio de 2002, e no torneio internacional de Sudak em agosto de 2002. Superou Bu Xiangzhi e se tornou o mais jovem Grande Mestre com 12 anos e 212 dias, um recorde que ainda se mantém.
Com quatorze anos, ele derrotou o então campeão mundial Vladimir Kramnik em 2004, no Tornei de Xadrez de Dortmund, em um jogo rápido (dez minutos o jogo inteiro, mais de 5 segundos por rodada). Também em 2004, Karjakin foi o único humano a derrotar o computador no Man vs Machine World Team Championship em Bilbau, Espanha, onde ele era o mais jovem jogador e o com menor ranting. Ele ganhou contra o programa de computador Deep Junior. Mais tarde, naquele mesmo ano, Karjavin terminou em 2º no Torneio de Pamplona, atrás de Boris Gelfand, realizado entre 20 e 29 de dezembro.
Karjakin entrou no Top 100 do mundo na lista da FIDE em abril de 2005, onde era o número 64 do mundo, com um rating ELO de 2635. Ele conseguiu 8,5 pontos, e assim ganhou o torneio Jovens Estrelas do Mundo de 2005, torneio realizado em Kirishi, na Rússia, entre 14 e 26 de maio. Praticando antes do torneio com Nigel Short, na Grécia, Karjakin se envolveu num acidente de automóvel a caminho do Aeroporto de Atenas, sofrendo apenas ferimentos leves. Posteriormente, Short comentou que ele "quase mudou o caminho da história do xadrez, permitindo que o futuro campeão do mundo ser morto aos meus cuidados".

## Subida para o topo
Durante a Copa Mundial de Xadrez, que serviu de torneio de qualificação para o Campeonato Mundial de Xadrez de 2009, Karjakin chegou às semifinais, entretanto perdeu para Alexei Shirov. Em janeiro de 2008, o rating da FIDE publicou, pouco antes do 18.º aniversário de Karjakin, que ele havia passado da marca dos 2700 pontos, uma linha que muitos veem como separando os Grandes Mestres dos outros jogadores.
Em junho de 2008, Karjakin jogou dez partidas de xadrez rápido contra o GM Nigel Short e venceu de forma convincente. Em janeiro de 2009, ganhou o grupo A do Torneio Corus de xadrez em Wikij aan Zee (categoria XIX).
Em julho de 2009, a lista de rating FIDE 2009 classificou-o como 20.º do Mundo, 2.º da Ucrânia e 2.º júnior (com menos de 20 anos) do Mundo. No dia 25 de julho, Karjakin adotou a cidadania russa e passou a jogar pela Rússia.
Em março de 2016, venceu o torneio dos candidatos e adquiriu o direito de enfrentar o então campeão, Magnus Carlsen, na disputa do título, a qual finalizou com o placar de 9 a 7 para o grande mestre norueguês.

## 2021
Em julho-agosto de 2021, Karjakin competiu na Copa do Mundo de Xadrez de 2021. Na quinta rodada, Karjakin derrotou o GM francês Maxime Vachier-Lagrave no desempate rápido após empatar os jogos clássicos. Ele então derrotou o GM dos EUA Sam Shankland nas quartas de final e eliminou o GM russo Vladimir Fedoseev nas semifinais para se qualificar para o Torneio dos Candidatos de 2022. 
Na final, Karjakin perdeu para o GM polonês Jan-Krzysztof Duda nos jogos clássicos e ficou em segundo lugar.

## Vida pessoal
Karjakin foi casado com a enaxadrista ucraniana Kateryna Dolzhikova. Atualmente, Karjakin é casado com Galiya Kamalova desde 2014, com quem teve dois filhos.
Karjakin é etnicamente russo e considera-se russo em vez de ucraniano. Apoiador de Vladimir Putin, Karjakin foi a favor da anexação russa da Crimeia em 2014 e da invasão russa à Ucrânia em 2022.